# Шоколад із чилі
Шоколад із чилі — роман польської письменниці Йоанни Ягелло, другий у циклі про Лінку.

## Пов'язані твори
Цей роман є другим у циклі про Лінку:
1. «Кава з кардамоном»
2. «Шоколад із чилі»
3. «Тирамісу з полуницями»
4. «Молоко з медом»

## Сюжет
Якщо Ви коли-небудь куштували шоколад із чилі, то одразу згадаєте оте поєднання солодкого та гіркого смаків. І таким виглядає й життя Лінки, якій уже 17 років, вона навчається в ліцеї, знайшла свою сестру. А також — зрозуміла, які ж має почуття до Адріана. Але.. Життя — це не казка, і на шляху виникають нові труднощі. Цього разу вони пов'язані зокрема з оплатою навчання приватного ліцею. Та й стосунки зі сестрою потрібно вчитися будувати. До цього всього Лінку чекає кохання на відстані. Кохання, яке не таке солодке, як уявлялося, — не як молочний шоколад. Здається, кохання радше схоже на шоколад із чилі.

## Видання українською мовою
«Шоколад із чилі»: роман / Йоанна Яґелло. Переклад з польської — Божени Антоняк. — Львів: Урбіно, 288 с. 2013. ISBN 978-966-2647-14-3

## Рецензії
Наталка Малетич. Життя… як шоколад із чилі??? (21.01.2014) Збруч [Архівовано 22 липня 2019 у Wayback Machine.]